# Eogastròpodes
Els eogastròpodes (Eogastropoda) són un antic tàxon de gastròpodes, avui en desús, que incloïa les pagellides, ara classificades a la subclasse patel·logastròpodes.